# Gran Premio Città di Camaiore
Gran Premio Città di Camaiore – klasyczny wyścig kolarski rozgrywany we Włoszech w prowincji Lukka, w regionie Toskania, co roku w sierpniu (w 2013 roku w lutym). Od 2005 roku należy do cyklu UCI Europe Tour i ma kategorię 1.1.
Wyścig odbył się po raz pierwszy w roku 1949 i organizowany jest co rok. W 1978 roku wyścig nie odbył się. Rekordzistą pod względem ilości zwycięstw są Włosi: Giuseppe Saronni i Roberto Nencioli, którzy dwukrotnie triumfowali w tym wyścigu.